# Beverlacum
Beverlacum (łac. Dioecesis Beverlacensis, ang. Diocese of Beverley) – stolica historycznej diecezji w Anglii, erygowanej w roku 1850, a zlikwidowanej w roku 1878. Współcześnie miejscowość Beverley w hrabstwie East Riding of Yorkshire. Obecnie katolickie biskupstwo tytularne.

## Biskupi tytularni
| Lp. | Biskup           | Funkcja                                       | Od               | Do                |
| --- | ---------------- | --------------------------------------------- | ---------------- | ----------------- |
| 1   | Achille Glorieux | nuncjusz apostolski                           | 12 lutego 1970   | 27 września 1999  |
| 2   | John Hine        | biskup pomocniczy Southwark (Wielka Brytania) | 26 stycznia 2001 | 16 listopada 2024 |